# Барон Риверс

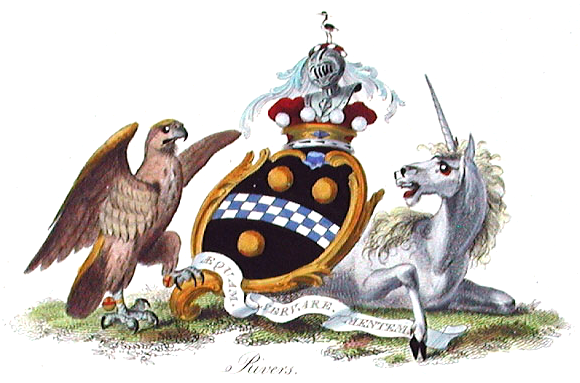
Герб баронов Риверс третьей креации

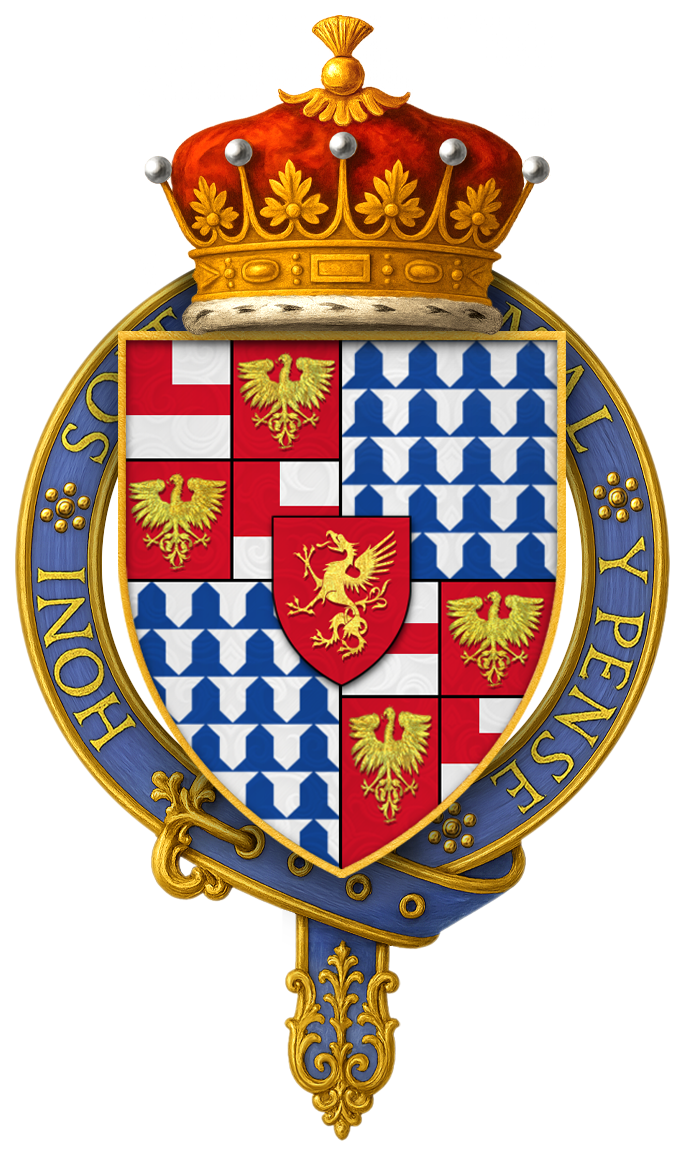
Герб сэра Ричарда Вудвилла, 1-го барона Риверса и 1-го графа Риверса (1405—1469)

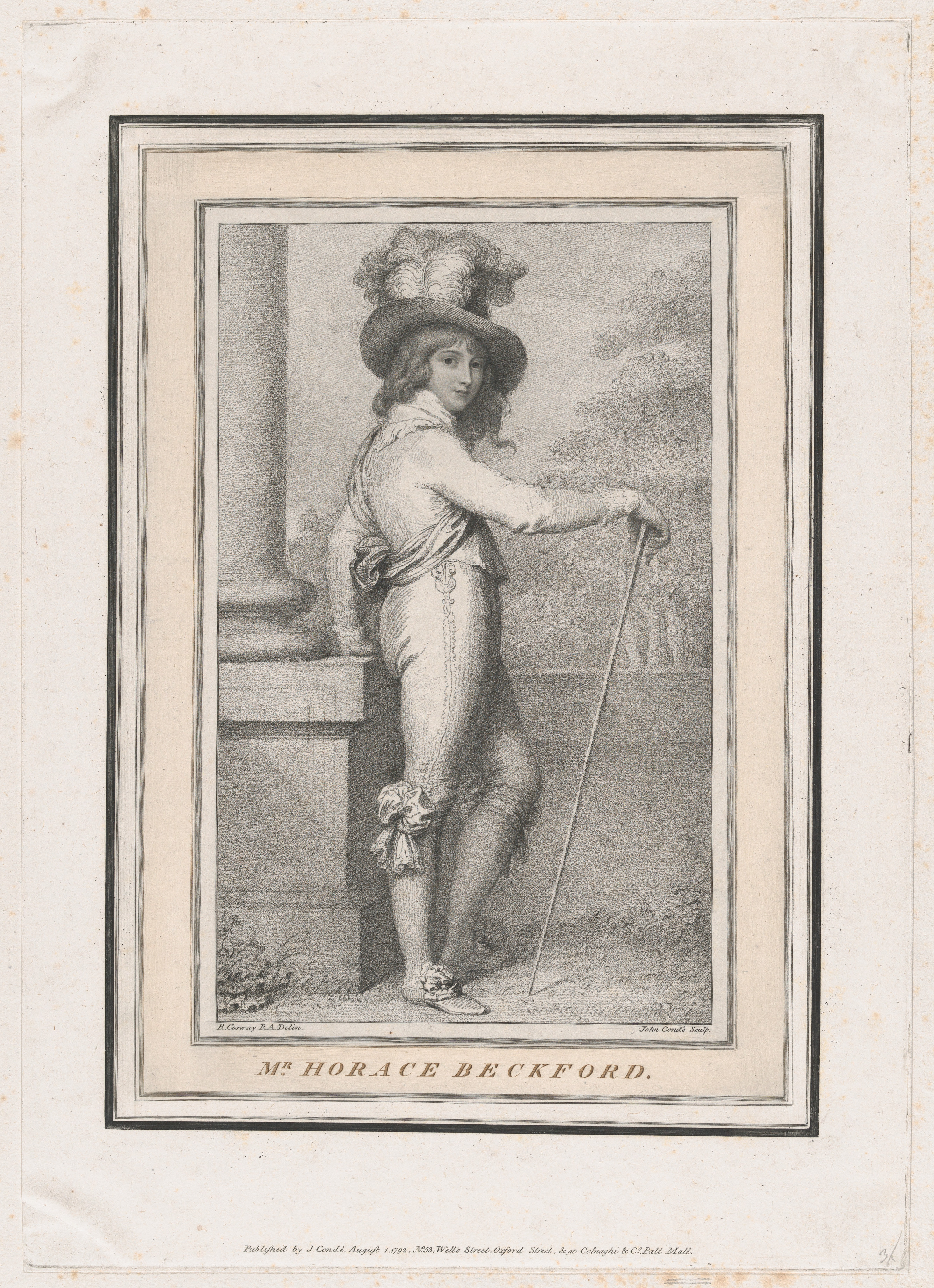
Хорас Питт-Риверс, 3-й барон Риверс (1777—1831), портрет 1793 года

Барон Риверс  (англ. Baron Rivers) — угасший дворянский титул, созданный четыре раза в британской истории, дважды в системе Пэрства Англии (1299 и 1448), один раз в системе Пэрства Великобритании (1776) и один раз в системе Пэрства Соединённого королевства (1802).

## История
Впервые баронский титул первой креации был создан для сэра Джона Риверса, который 6 января 1299 года был вызван в парламент в качестве лорда Риверса. Титул прервался после смерти его сына, Джона Риверса, 2-го барона Риверса, в 1340 году.
Баронский титул второй креации был создан 9 мая 1448 года для сэра Ричарда Вудвилла (1405—1469), отца Елизаветы Вудвилл (будущей королевы Англии). В 1466 году ему был пожалован титул 1-го графа Риверса. Оба титула прервались после в смерти в 1491 году его младшего сына, Ричарда Вудвилла, 3-го графа Риверса.
В третий раз титул был создан 20 мая 1776 года для английского дипломата и политика Джорджа Питта (1721—1803). Он получил титул барона Риверса из Стратфилд-Сэй в графстве Саутгемптон (Пэрство Великобритании). Он был потомком Джона Питта (XVI век), отца Томаса Питта, предка графов Лондондерри, баронов Камелфорд и графов Чатам. Джордж Питт заседал в Палате общин от Шефтсбери (1742—1747) и Дорсета (1754—1774), а также занимал должности посла в Турине (1761—1768) и Испании (1770—1771), лорда-лейтенанта Гэмпшира (1780—1782) и Дорсета (1793—1803).
1 апреля 1802 года для Джорджа Питта был создан титул барона Риверса из замка Садели в графстве Глостершир в системе Пэрства Соединённого королевства. Ему наследовал его единственный сын, Джордж Питт, 2-й барон Риверс (1751—1828). Ранее он представлял графство Дорсет в Палате общин Великобритании (1774—1790). Он продал часть родовых владений, окружавших Стратфилд-Сэй хаус в 1814 году Артуру Уэлсли, 1-му герцогу Веллингтону. После его смерти в 1828 году баронский титул 1776 года угас, а баронский титул 1802 года перешел к его племяннику, Уильяму Хорасу Бекфорду, 3-му барону Риверсу (1777—1831). Он был сыном землевладельца Питера Бекфорда (1740—1811) и достопочтенной Луизы Питт (1754—1791). Тогда по королевской лицензии он принял фамилию Питт-Риверс вместо Бекфорд. Ему наследовал его старший сын, Джордж Питт-Риверс, 4-й барон Риверс (1810—1866). Он занимал пост лорда в ожидании (1853—1858, 1859—1866) и носил чин подполковника коменданта йоменов Дорсетшира (1856—1866). Его сменил его младший сын, Генри Питт-Риверс, 5-й барон Риверс (1849—1867), который скончался в возрасте 17 лет не женатым и бездетным. Ему наследовал его дядя, полковник Хорас Питт-Риверс, 6-й барон Риверс (1814—1880), младший сын Хораса Бекфорда, 3-го барона Риверса. После смерти бездетного 6-го барона Риверса в 1880 году титул прервался.

## Бароны Риверс, первая креация (1299)
- Джон Риверс, 1-й барон Риверс (ум. ок. 1311);
- Джон Риверс, 2-й барон Риверс (ум. ок. 1340).

## Бароны Риверс, вторая креация (1448)
- Ричард Вудвилл, 1-й граф Риверс (1405 — 12 августа 1469), сын сэра Ричарда Вудвилла из Грэфтона (ум. 1441) и Джоан Биттлсгейт. С 1466 года — 1-й граф Риверс;
- Энтони Вудвилл, 2-й граф Риверс (ок. 1440 — 25 июня 1483), старший сын предыдущего;
- Ричард Вудвилл, 3-й граф Риверс (ок. 1453 — 6 марта 1491), младший брат предыдущего.

## Бароны Риверс, третья креация (1776)
- Джордж Питт, 1-й барон Риверс (1 мая 1721 — 7 мая 1803), старший сын Джорджа Питта из Стратфилд-Сэй. В 1802 году получил титул 1-го барона Риверса;
- Джордж Питт, 2-й барон Риверс (19 сентября 1751 — 20 июля 1828), единственный сын предыдущего.

## Бароны Риверс, четвертая креация (1802)
- Джордж Питт, 1-й барон Риверс (1 мая 1721 — 7 мая 1803), старший сын Джорджа Питта из Стратфилд-Сэй;
- Джордж Питт, 2-й барон Риверс (19 сентября 1751 — 20 июля 1828), единственный сын предыдущего;
- Уильям Хорас Питт-Риверс, 3-й барон Риверс (2 декабря 1777 — 23 января 1831), сын Питера Бекфорда (1740—1811) и достопочтенной Луизы Питт (1754—1791), дочери Джорджа Питта, 1-го барона Риверса;
- Джордж Питт-Риверс, 4-й барон Риверс (16 июля 1810 — 28 апреля 1866), старший сын предыдущего;
  - Джордж Хорас Питт (20 марта 1834 — 20 декабря 1850), старший сын предыдущего;
  - Гренвилл Бекфорд Питт (26 июля 1838 — 20 августа 1855), младший брат предыдущего;
  - Уильям Фредерик Питт (21 октября 1845 — 8 июля 1859), младший брат предыдущего;
- Генри Питер Питт-Риверс, 5-й барон Риверс (7 апреля 1849 — 17 марта 1867), младший брат предыдущего, четвертый сын Джорджа Питта-Риверса, 4-го барона Риверса;
- Хорас Питт-Риверс, 6-й барон Риверс (12 апреля 1814 — 3 марта 1880), младший сын Хораса Уильяма Питта-Риверса, 3-го барона Риверса (1777—1831).